# Cornelia Beskow

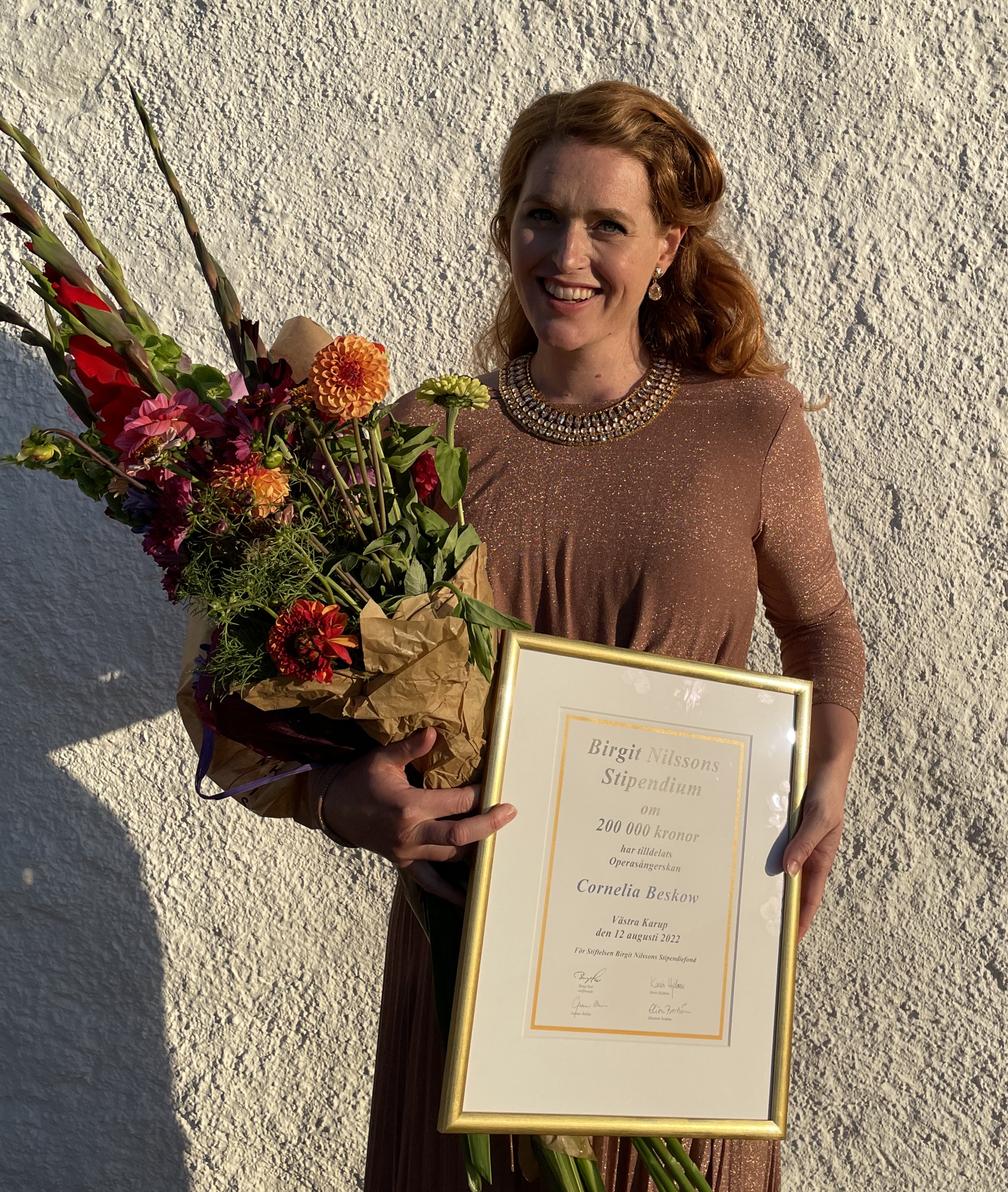
Cornelia Beskow tog emot Birgit Nilsson-stipendiet för 2022 i Västra Karups kyrka.

Elsa Cornelia Beskow, född 29 juli 1986 i Stockholm, är en svensk operasångerska (lyriskdramatisk sopran). Hon är sondotters dotter till Gideon Wahlberg och sonsons dotter till Göran Beskow.

## Biografi
Beskow växte upp i stockholmsk teatermiljö med båda föräldrarna verksamma inom teatern och gick i Adolf Fredriks musikklasser 1996-2002, därefter på Lilla Akademien med examen 2005. Åren 2006-2009 studerade hon på Vadstena folkhögskolas sånglinje, där hon också träffade sin blivande make, sångaren Martin Vanberg. Med ett stort intresse för romansinterpretation blev hon Vadstena-Akademiens "Lieder artist in recidence"-stipendiat 2011 och har givit ett stort antal romanskonserter i Sverige och Danmark.
Efter solistexamen på Operaakademiet i Köpenhamn i juni 2012, med examensroller som Donna Elvira i Don Giovanni och Tatjana i Eugen Onegin, debuterade Beskow i december samma år på Det Kongelige Teater som Rävhanen i Janáčeks Den listiga lilla räven. Sommaren 2013 gjorde hon rollen som Wellgunde i uppsättningen av Wagners Rhenguldet på Dalhalla. Hösten 2013 började Beskow på masterprogrammet på Operahögskolan i Stockholm. Under säsongen 2014–2015 kombinerade hon studier med engagemang som gästsolist på Det Kongelige Teater i Köpenhamn, i rollen som Marianne Leitmetzerin i Rosenkavaljeren och Axinja i Lady Macbeth från Mzensk. Hon avlade examen på masterprogrammet i maj 2015.
Hösten 2015 debuterade Beskow på Kungliga Operan i Stockholm i rollen som Donna Elvira i Don Giovanni. Det var också här hon fick sitt stora genombrott, i rollen som Sieglinde i Staffan Valdemar Holms uppsättning av Nibelungens ring våren 2017. Hon gjorde samma roll i Den Ny Operas i Esbjerg uppsättning av Valkyrian sommaren 2017. Våren 2018 sjöng hon på Kungliga Operan Chrysothemis i Staffan Valdemar Holms produktion av Richard Strauss Elektra samt Tatjana i Eugen Onegin och våren 2019 huvudrollen Senta i Wagners Den flygande holländaren på Malmö Opera.
Bland Beskows övriga roller märks Der Hüter der Schwelle des Tempels i Die Frau ohne Schatten, Sister Rose i Dead Man Walking och Santuzza och Lola i Cavalleria Rusticana.
Hösten 2017 vann hon i Ålborg samtliga fyra priser i världens största Wagner-sångtävling, The Lauritz Melchior International Singing Competition; första pris, orkesterns pris, publikens pris och ungdomens pris. Samma år blev hon den allra första mottagaren av Kungliga Operans Anders Wall-stipendium.

## Priser och utmärkelser
- 2010 – Joel Berglunds stipendiefond[6]
- 2011 – Kristina Nilsson-stipendiat[7]
- 2013 – Sixten Gemzéus stipendium
- 2014 – Svenska Wagner-Sällskapets Bayreuth-stipendium[8]
- 2014 – Anders Walls Confidencen-stipendium[9]
- 2015 – Operastipendium från Barbro Saléns stiftelse
- 2017 – Kungliga Operans Anders Wall-stipendium[10]
- 2017 – Samtliga fyra sångarpriser i The Lauritz Melchior International Singing Competition.
- 2022 – Birgit Nilsson-stipendiat